# Magyarország a 2022-es atlétikai Európa-bajnokságon
Magyarország a németországi Münchenben megrendezett 2022-es atlétikai Európa-bajnokság egyik részt vevő nemzete volt. Az ország a versenyen 42 sportolóval képviseltette magát.

## Előzmények
A szintet teljesítők közül koronavírus-fertőzés miatt nem indult Márton Anita súlylökő.

## Érmesek
| Érem  | Versenyző         | Versenyszám         | Dátum         |
| ----- | ----------------- | ------------------- | ------------- |
| Ezüst | Halász Bence      | Férfi kalapácsvetés | augusztus 18. |
| Ezüst | Kozák Luca        | Női 100 m gát       | augusztus 21. |
| Bronz | Madarász Viktória | Női 35 km gyaloglás | augusztus 16. |

## Eredmények

### Férfi
| Versenyző                                         | Versenyszám     | Előfutam | Előfutam | Előfutam | Elődöntő | Elődöntő | Elődöntő | Döntő   | Döntő    |
| Versenyző                                         | Versenyszám     | Idő      | Hely.    | Össz.    | Idő      | Hely.    | Össz.    | Idő     | Helyezés |
| ------------------------------------------------- | --------------- | -------- | -------- | -------- | -------- | -------- | -------- | ------- | -------- |
| Máté Tamás                                        | 200 m           | 20,94    | 6.       | 17.      | kiesett  | kiesett  | kiesett  | kiesett | kiesett  |
| Huller Dániel                                     | 800 m           | 1:47,19  | 6.       | 6.       | 1:48,03  | 8.       | 8.       | kiesett | kiesett  |
| Szögi István                                      | 1500 m          | 3:44,20  | 12.      | 23.      |          |          |          | kiesett | kiesett  |
| Palkovits István                                  | 3000 m akadály  | 8:40,47  | 11.      | 20.      |          |          |          | kiesett | kiesett  |
| Szűcs Valdó                                       | 110 m gát       | 13,73    | 4.       | 6.       | 13,78    | 6.       | 18.      | kiesett | kiesett  |
| Szeles Bálint                                     | 110 m gát       | 13,97    | 7.       | 20.      | kiesett  | kiesett  | kiesett  | kiesett | kiesett  |
| Eszes Dániel                                      | 110 m gát       | 14,25    | 8.       | 24.      | kiesett  | kiesett  | kiesett  | kiesett | kiesett  |
| Csere Gáspár                                      | Maraton         |          |          |          |          |          |          | 2:18,35 | 36.      |
| Venyercsán Bence                                  | 35 km gyaloglás |          |          |          |          |          |          | 2:41:07 | 14.      |
| Helebrandt Máté                                   | 35 km gyaloglás |          |          |          |          |          |          | kizárva | kizárva  |
| Ajide Dániel Máté Tamás Molnár Attila Wahl Zoltán | 4 × 400 m       | 3:04,71  | 6.       | 13.      |          |          |          | kiesett | kiesett  |

| Versenyző       | Versenyszám   | Selejtező                | Selejtező                | Selejtező                | Döntő    | Döntő    |
| Versenyző       | Versenyszám   | Eredmény                 | Helyezés                 | Össz.                    | Eredmény | Helyezés |
| --------------- | ------------- | ------------------------ | ------------------------ | ------------------------ | -------- | -------- |
| Bakosi Péter    | Magasugrás    | 2,12 m                   | =9.                      | 19.                      | kiesett  | kiesett  |
| Galambos Tibor  | Hármasugrás   | érvényes kísérlet nélkül | érvényes kísérlet nélkül | érvényes kísérlet nélkül | kiesett  | kiesett  |
| Szikszai Róbert | Diszkoszvetés | 61,32 m                  | 4.                       | 13.                      | kiesett  | kiesett  |
| Huszák János    | Diszkoszvetés | 59,99 m                  | 11.                      | 20.                      | kiesett  | kiesett  |
| Halász Bence    | Kalapácsvetés | 77,72 m                  | 3.                       | 4.                       | 80,92 m  |          |
| Rába Dániel     | Kalapácsvetés | 71,59 m                  | 6.                       | 14.                      | kiesett  | kiesett  |
| Pars Krisztián  | Kalapácsvetés | érvényes kísérlet nélkül | érvényes kísérlet nélkül | érvényes kísérlet nélkül | kiesett  | kiesett  |

### Női
| Versenyző                                                  | Versenyszám     | Előfutam | Előfutam | Előfutam | Elődöntő | Elődöntő | Elődöntő | Döntő    | Döntő    |
| Versenyző                                                  | Versenyszám     | Idő      | Hely.    | Össz.    | Idő      | Hely.    | Össz.    | Idő      | Helyezés |
| ---------------------------------------------------------- | --------------- | -------- | -------- | -------- | -------- | -------- | -------- | -------- | -------- |
| Takács Boglárka                                            | 100 m           | 11,44    | 1.       | =6.      | 11,49    | 3.       | 16.      | kiesett  | kiesett  |
| Bartha-Kéri Bianka                                         | 800 m           | 2:02,99  | 5.       | 14.      | kiesett  | kiesett  | kiesett  | kiesett  | kiesett  |
| Wagner-Gyürkés Viktória                                    | 5000 m          |          |          |          |          |          |          | 15:16,11 | 9.       |
| Vindics-Tóth Lili Anna                                     | 3000 m akadály  | 10:08,18 | 13.      | 25.      |          |          |          | kiesett  | kiesett  |
| Kozák Luca                                                 | 100 m gát       | kiemelt  | kiemelt  | kiemelt  | 12,69    | 2.       | 3.       | 12,69    |          |
| Molnár Janka                                               | 400 m gát       | 57,38    | 6.       | 19.      | kiesett  | kiesett  | kiesett  | kiesett  | kiesett  |
| Szabó Nóra                                                 | Maraton         |          |          |          |          |          |          | 2:34,49  | 17.      |
| Erdélyi Zsófia                                             | Maraton         |          |          |          |          |          |          | 2:48,03  | 48.      |
| Oláh Barbara                                               | 20 km gyaloglás |          |          |          |          |          |          | 1:38:31  | 16.      |
| Madarász Viktória                                          | 35 km gyaloglás |          |          |          |          |          |          | 2:49:58  |          |
| Récsei Rita                                                | 35 km gyaloglás |          |          |          |          |          |          | 3:04,49  | 13.      |
| Csóti Jusztina Kocsis Anna Luca Takács Boglárka Tóth Anna  | 4 × 100 m       | 44,19    | 6.       | 11.      |          |          |          | kiesett  | kiesett  |
| Bartha-Kéri Bianka Molnár Janka Nádházy Evelin Rapai Fanni | 4 × 400 m       | 3:29,39  | 6.       | 10.      |          |          |          | kiesett  | kiesett  |

| Versenyző     | Versenyszám   | Selejtező | Selejtező | Selejtező | Döntő    | Döntő    |
| Versenyző     | Versenyszám   | Eredmény  | Helyezés  | Össz.     | Eredmény | Helyezés |
| ------------- | ------------- | --------- | --------- | --------- | -------- | -------- |
| Szabó Barbara | Magasugrás    | 1,78 m    | 9.        | 19.       | kiesett  | kiesett  |
| Klekner Hanga | Rúdugrás      | 4,25 m    | 8.        | 18.       | kiesett  | kiesett  |
| Lesti Diana   | Távolugrás    | 6,29 m    | 10.       | 17.       | kiesett  | kiesett  |
| Gyurátz Réka  | Kalapácsvetés | 68,63 m   | 5.        | 6.        | 69,02 m  | 7.       |
| Szilágyi Réka | Gerelyhajítás | 57,40 m   | 6.        | 12.       | 60,57 m  | 4.       |

| Versenyző     | Versenyszám | 100 m gát | 100 m gát | Magasugrás | Magasugrás | Súlylökés | Súlylökés | 200 m | 200 m | Távolugrás | Távolugrás | Gerelyhajítás | Gerelyhajítás | 800 m   | 800 m | Végeredmény | Végeredmény |
| Versenyző     | Versenyszám | Idő       | Pont      | Eredmény   | Pont       | Eredmény  | Pont      | Idő   | Pont  | Eredmény   | Pont       | Eredmény      | Pont          | Idő     | Pont  | Pont        | Helyezés    |
| ------------- | ----------- | --------- | --------- | ---------- | ---------- | --------- | --------- | ----- | ----- | ---------- | ---------- | ------------- | ------------- | ------- | ----- | ----------- | ----------- |
| Krizsán Xénia | Hétpróba    | 13,77     | 1011      | 1,77 m     | 941        | 14,02 m   | 795       | 24,74 | 911   | 6,15 m     | 896        | 50,38 m       | 867           | 2:10,90 | 951   | 6372        | 5.          |